# 薛炳
薛炳（？—？），漢軍廣東駐防人，清朝政治人物。舉人出身。
咸豐三年，接替景其淦。擔任江蘇荆溪縣知縣。后由朱緗接任。同年擔任江蘇宜興縣知縣署。后由王際相接任。